# Franjo Boras
Franjo Boras (Vitina, Ljubuški, 12. veljače 1927. – Mostar, 24. svibnja 2023.) bio je bosanskohercegovački političar hrvatske nacionalnosti s početka 1990-ih godina. Godine 1990. izabran je za člana Predsjedništva Bosne i Hercegovine. Predstavljao je struju HDZ-a BiH koja se zalagala za što veće ovlasti hrvatskog naroda i stvaranje Herceg-Bosne. Napisao je knjigu „Bosanskohercegovački kaos“.